# Diplolaimella chitwoodi
Diplolaimella chitwoodi är en rundmaskart som beskrevs av Gerlach 1957. Diplolaimella chitwoodi ingår i släktet Diplolaimella och familjen Monhysteridae. Inga underarter finns listade i Catalogue of Life.